# 全能者ハリストス

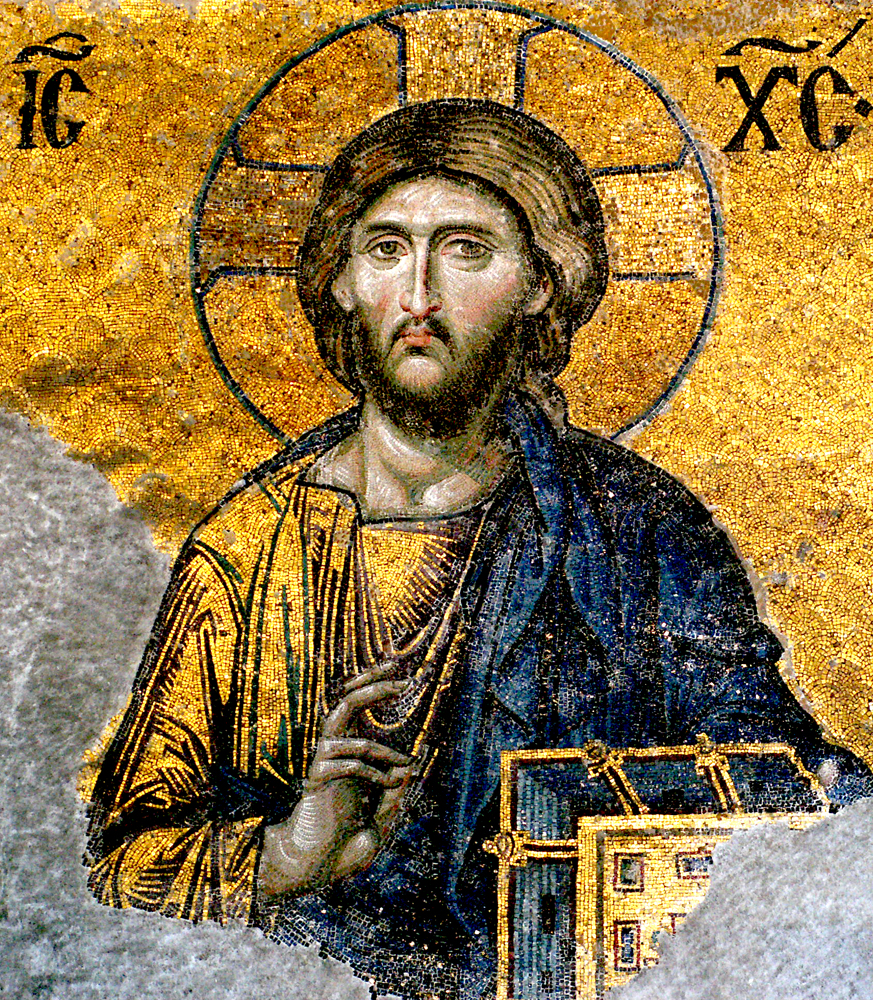
『全能者ハリストス（キリスト）』。12世紀に制作された、アギア・ソフィア大聖堂のモザイクイコン。左手に聖書を持ち、右手は指の形がΙησούς Χριστός（イイスス・ハリストス）の頭文字である「ΙΣΧΣ」を象るように整えられ（伸ばした人差し指：Ι、曲げた中指と小指が：Σ、親指と薬指の交差がΧ）、見る者を祝福する形に挙げられた姿で描かれている。この祝福の形は、こんにちの正教会の主教・司祭が信徒を祝福する時の形と同様である。

全能者ハリストス（ギリシア語: Παντοκράτωρ, ロシア語: Вседержи́тель もしくは Пантокра́тор）は、イイスス・ハリストス（イエス・キリストのギリシャ語読みに由来する、日本正教会で用いられる転写）のイコンにおける主要な形式であり、ハリストスが天上の王であり審判者である事を示しているものである。デイシスの一部から発展した形式である。ギリシャ語からそのままパントクラトールと転写される事もある。ロシア語では"Спас Вседержитель"（救世主全能者）とも呼ばれる。
主に正教会で用いられるが、ビザンティン美術の影響を受けた西方教会においても用いられない訳ではない。また、「全能者ハリストス」はイコンの名として使われる事が多いが、全能者ハリストス（全能のキリスト）といった敬称そのものが使われる場面は、イコンに限定されない。また、「全能者」は至聖三者のうち、神父（かみちち）に対する称号でもある。

## 概要
旧約と新約のいずれでも、主（ハリストス）は繰り返し全能と唱えられており、この事をイコンが示している。
このイコンでは、ハリストスの左手には福音経が描かれ、右手はふつう祝福の動作の形に整えられて描かれる。

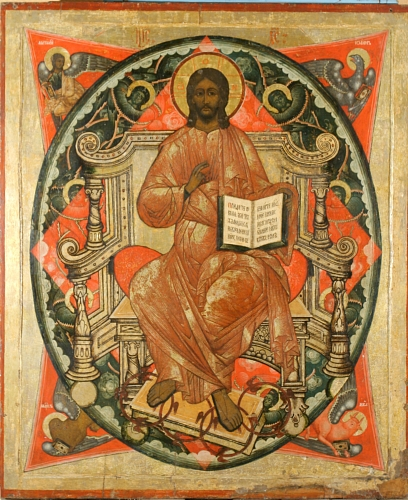
キジ島の顕栄聖堂のイコノスタスにある『全能者ハリストス』（18世紀）

この形式のイコンには、濃緑色のマンドーラと、赤い「八角の星」が描かれているタイプのものがある。
濃緑色のマンドーラは、黙示録4章3節に「虹は寶座を繞りて、其色葱珩の如し」（訳文：日本正教会訳聖書）とある事に由来する。
マンドーラの中のハリストスの周りに描かれた天使の群は、ハリストスが「（天使の）万軍の主」である事を示している。
赤い八角の星は、天地創造が7日間で行われた事から、「8」の数はこの世を越える事を意味するため来世を表し、赤い炎はエゼキエル書第1章にあるように、神の臨在を表す。
四人の福音記者の象徴（鷲：イオアン（ヨハネ）、人：マトフェイ（マタイ）、牛：ルカ、獅子：マルコ）も四隅に書き込まれ、この世の果てまで四方に福音が広がる事が示されている。

## ギャラリー

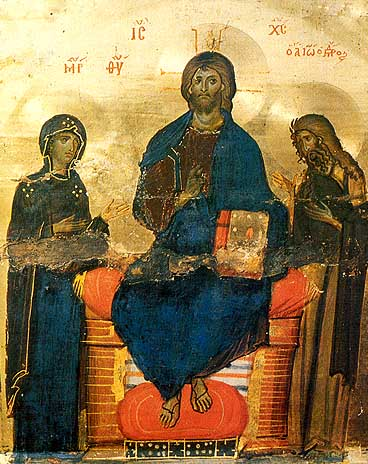
デイシスの中に描かれた『全能者ハリストス』（シナイ山・聖カタリナ修道院、12世紀）
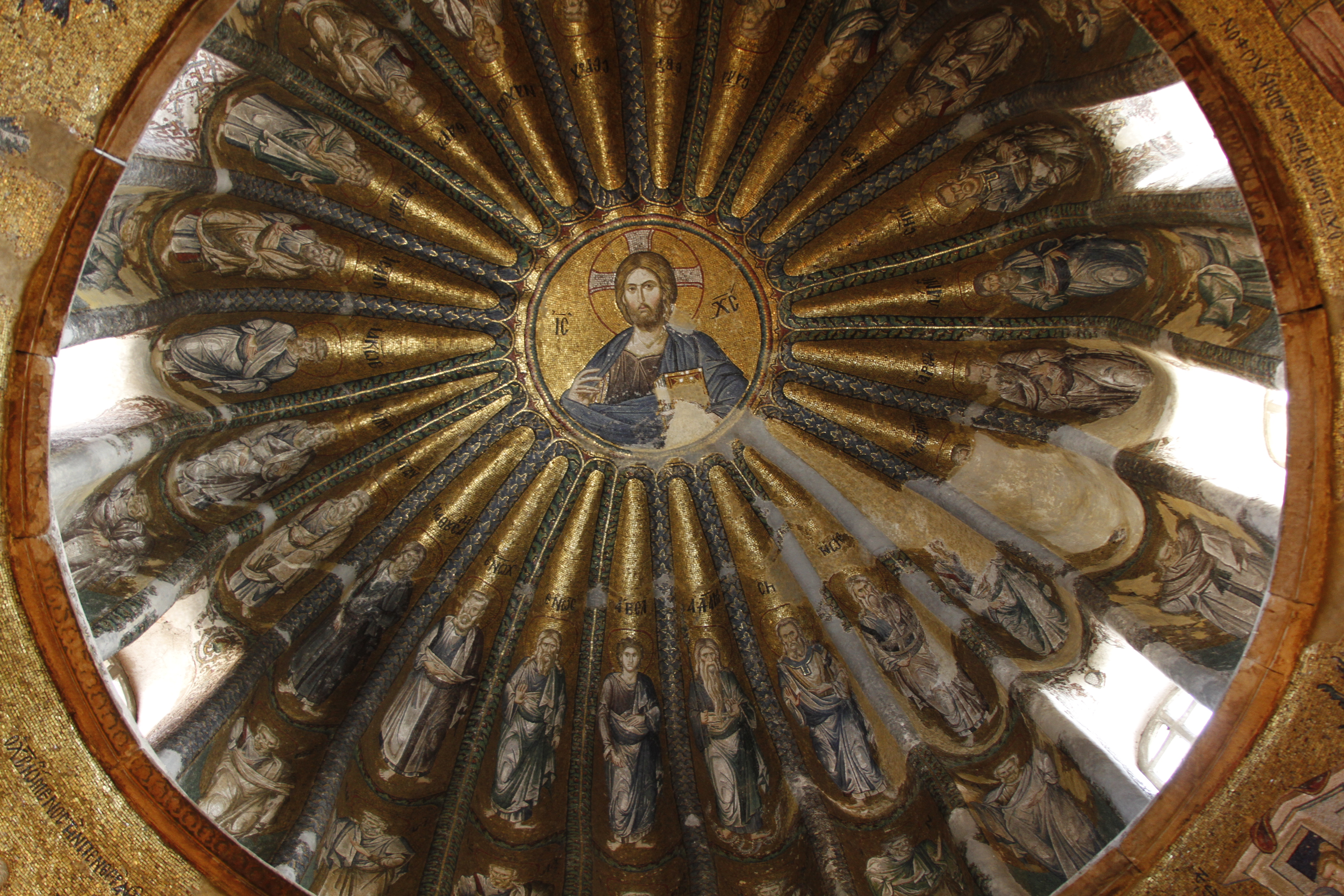
コーラ修道院の南側ドーム内、『全能者ハリストス』が中央にみえる
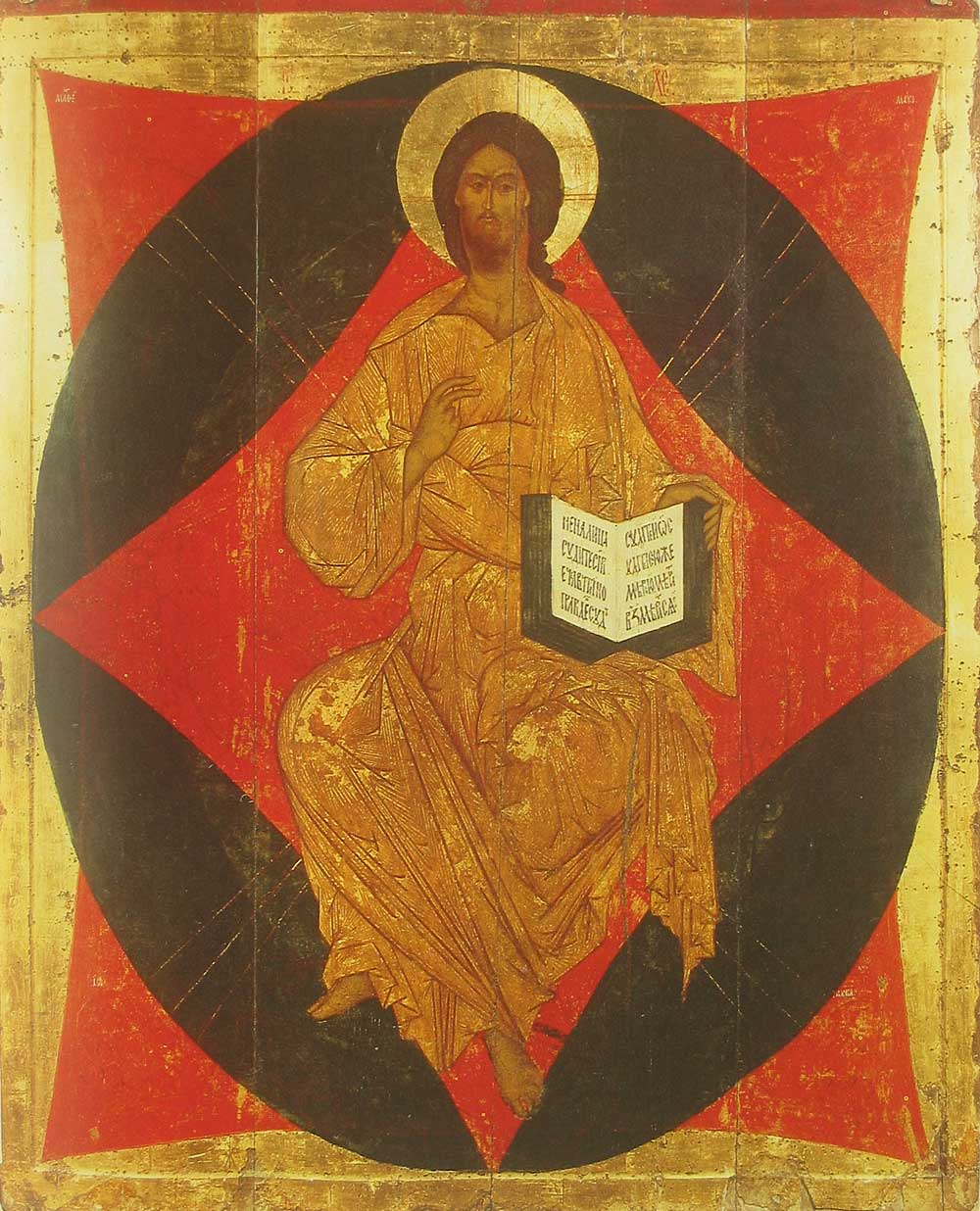
救世主顕栄修道院のイコノスタスにある『全能者ハリストス』（ヤロスラヴリ、16世紀）。マンドーラと「八角の星」が描かれた形式[2]。
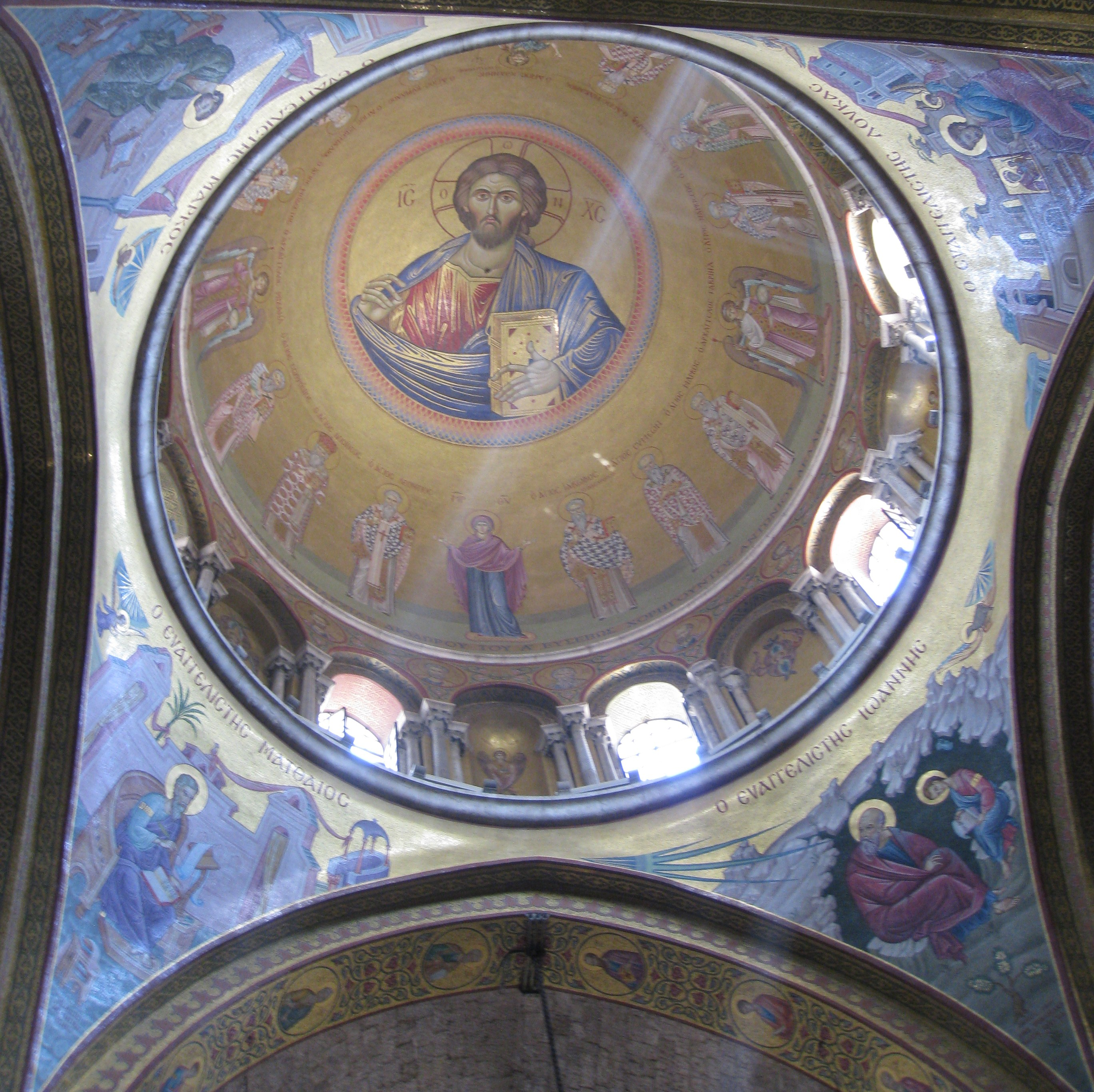
聖墳墓教会のドーム内、『全能者ハリストス』が中央にみえる